# Säffle (Gemeinde)
Koordinaten: 59° 8′ N, 12° 56′ O

Säffle ist eine Gemeinde (schwedisch kommun) in der schwedischen Provinz Värmlands län und der historischen Provinz Värmland. Der Hauptort der Gemeinde ist Säffle.

## Orte
Folgende Orte sind Ortschaften (tätorter):
- Svanskog
- Säffle
- Värmlandsbro

Erwähnenswerte småorter sind Långseruds-Ed und Nysäter.

## Städtepartnerschaften
Säffle unterhält sechs Städtepartnerschaften:
| Norwegen            | Hol, Norwegen               |
| Finnland            | Mäntyharju, Finnland        |
| Estland             | Antsla, Estland             |
| Deutschland         | Hagenow, Deutschland        |
| Georgien            | Telawi, Georgien            |
| China Volksrepublik | Ningde, Volksrepublik China |

## Persönlichkeiten
- Arne Nyberg (* 1913 in Säffle; † 1970), Fußballnationalspieler